# Parapsicephalus purdoni
Il parapsicefalo (Parapsicephalus purdoni) è un rettile estinto appartenente agli pterosauri. Visse nel Giurassico inferiore (Toarciano, circa 190 milioni di anni fa). I suoi resti fossili sono stati ritrovati in Inghilterra, nei pressi di Whitby (Yorkshire).

## Descrizione
Conosciuto esclusivamente per un cranio parziale privo della parte anteriore del muso. Nonostante la scarsità dei resti, il cranio di questo animale ha conservato un'impronta della cavità endocranica (e quindi del cervello). Sembra che il parapsicefalo (e probabilmente tutti gli pterosauri simili) fosse dotato di un cervello di grosse dimensioni rispetto agli altri rettili, probabilmente in gran parte deputato al controllo del movimento aereo. Per quanto riguarda il possibile aspetto di questo animale, è probabile che fosse uno pterosauro simile a Rhamphorhynchus, dotato di ampie ali membranose e di una lunga coda. Il capo doveva essere sottile e armato di lunghi denti aguzzi. L'apertura alare doveva aggirarsi intorno a un metro.

## Classificazione

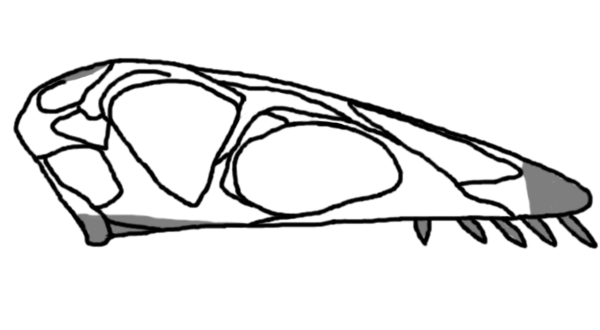
Ricostruzione del cranio di Parapsicephalus purdoni

Scoperto sul finire dell' '800 dal reverendo D.W. Purdon (che fu poi omaggiato con l'epiteto specifico) il parapsicefalo venne inizialmente descritto da E.T. Newton come una nuova specie di Scaphognathus. Fu solo nel 1919 che venne riconosciuto lo status di genere a sé stante per questo animale. Recentemente alcuni autori hanno ipotizzato che vi siano notevoli similitudini tra questo animale e Dorygnathus della Germania, tanto da considerarli appartenenti a un solo genere. In ogni caso, il parapsicefalo era un membro dei ranforincoidi, il gruppo più primitivo di pterosauri, e la famiglia a cui apparteneva era probabilmente quella dei ranforinchidi (Rhamphorhynchidae).

## Stile di vita
La cavità endocranica del parapsicefalo indica che le dimensioni del cervello di questo animale erano notevoli, in particolare rispetto a quelle degli altri rettili coevi. L'ampiezza delle varie aree cerebrali relative ai diversi sensi indica che il parapsicefalo possedeva una vista molto sviluppata, al contrario dell'olfatto. La parte cerebellare e i lobi associati erano molto grandi, a conferma che questo pterosauro possedeva un notevole controllo dei movimenti.